# FrieslandCampina Germany
FrieslandCampina Germany GmbH (ранее Campina GmbH) — ведущая немецкая молочная компания и дочернее подразделение голландского молочного кооператива FrieslandCampina. Компания была образована в 1996 году после переименования Südmilch AG со штаб-квартирой в Штутгарте.

## История

### Milchversorgung Heilbronn GmbH (MVH)
Компания MVH была основана в июле 1924 года в городе Хайльбронн. Пришедшая на смену «молочному департаменту», компания принадлежала городу и кооперативной группе покупателей и продавцов молочных продуктов. В 1933 году компания MVH приобрела местные молочные заводы в близлежащих городах Ильсфельд, Брецфельд, Нойенштадт-ам-Кохер и Майнхардт. В 1968 году был построен новый молочный завод в районе Неккаргатах в Хайльбронне. В то время это был один из самых современных молокоперерабатывающих заводов в своём роде. Филиалы молочных заводов были закрыты и объединены в один завод.

### Südmilch AG
Компания Südmilch AG, основанная в 1969 году Фридрихом Вильгельмом Шницлером, вступила в альянс с межрегиональной молочной компанией Interessengemeinschaft Milch (Intermilch), расположенной в Штутгарте (Württ). Компании Milchverwertung Südmilch AG (WMV) и Dauermilchwerk Hohenlohe-Franken GmbH из Кюнцельзау образуют крупнейшее предприятие по переработке молока в Германии. В 1972 году компания MVH объединилась с WMV и стала называться Südmilch AG. Компания была передана в конкурсное управление в 1993 году после скандала вокруг государственных субсидий и инвестиций компаний в бывшую Восточную Германию. Это привело к тому, что председатель ушёл в подполье в Южную Америку и был поглощён голландским молочным кооперативом Campina Melkunie.
На протяжении 1970-х и 1980-х годов компания Südmilch AG работала из головного офиса в северном Штутгарте, прямо рядом с трамвайной остановкой Milchhof (что переводится как «молочный двор»). Трамвайная остановка существует и по сей день, но от прежних зданий осталось только одно.

### Campina GmbH
В 1996 году бывшая компания Südmilch AG была переименована в Campina AG. За этим последовала череда слияний с другими дочерними компаниями Campina Melkunie в Германии, кульминацией которых в 1999 году стала новая компания Campina GmbH. В этот момент компания Campina закрыла свой головной офис в Штутгарте, чтобы централизовать все операции в Хайльбронне. В 2002 году компания была переименована в Campina GmbH & Co. KG. Двумя годами ранее, в 2000 году, бывший кооператив Milchwerke Köln-Wuppertal был объединён с бывшими факторами в Кёльне, Вуппертале, Эссене, Изерлоне и Линдларе. Другие компании, ранее приобретённые материнской компанией в Нидерландах (Emzett, Kutel и Molkerei Strothmann), были объединены под Campina в Хайльбронне. В сентябре 2007 года компания была переименована в Campina GmbH — немецкое общество с ограниченной ответственностью.

## Ключевые данные о компании
В настоящее время на заводе компании Campina работает около 2200 человек в Германии. На предприятии перерабатывается около 1,4 миллиарда литров молока в год (База: март 2004). Оборот в 2005 году: €846 млн (Campina worldwide: €3,569 млрд). С 2005 года компанию Campina GmbH возглавляет управляющий директор Михаэль Феллер, подчиняющийся голландскому подразделению Campina «Consumer Products Europe» (CPE).

## Критика
В 2005 году компания подверглась критике со стороны экологических активистов за то, что закупала молоко у фермеров, которые также выращивали генетически модифицированную кукурузу. Гринпис потребовал, чтобы компания гарантировала, что фермеры не будут кормить своих молочных коров кукурузой, что уже было предпринято конкурентными молочными заводами. Председатель немецкой наблюдательной организации Foodwatch возобновил атаку на Campina в октябре 2007 года.
В октябре 2008 года компания Campina отреагировала на общественную критику, удалив генетически модифицированные ингредиенты из кормов для животных, используемых в производстве молока для своего бренда Landliebe. В апреле 2009 года компания начала производство йогуртов и десертов «GM-Free».

## Бренды
- Alpa
- Axel Frischmilch
- Ayyo (Айран)
- Fruttis
- Landliebe
- Mark Brandenburg
- Milbona
- Milfina
- Optiwell
- Puddis
- Südmilch
- Tuffi
- Yazoo
- Нежный